# Kołyska (kolebka)

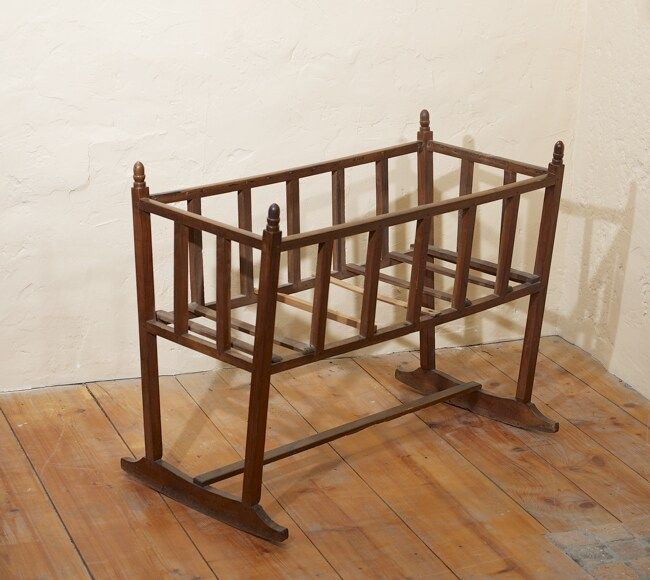
Kołyska z XIX wieku

Kołyska (kolebka) – mebel przeznaczony do kołysania małych dzieci.
Pierwotnie w Polsce dzieci kołysano w koszykach wyplecionych z wikliny i zawieszonych na czterech sznurkach na jednym haku u sufitu. U zamożniejszej szlachty zaczęto używać kołyski wykonane z desek przez stolarza. Nie były one zawieszone na sznurkach, stały na drewnianych biegunach. W średniowieczu dzieci spały zwykle z rodzicami (patrz łóżko rodzinne), ale niemowlęta kładziono w kołyskach, by zapobiec ich przypadkowemu uduszeniu.

## Galeria

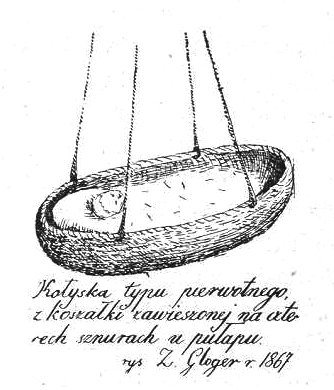
Kołyska typu pierwotnego, wyplatana z wikliny
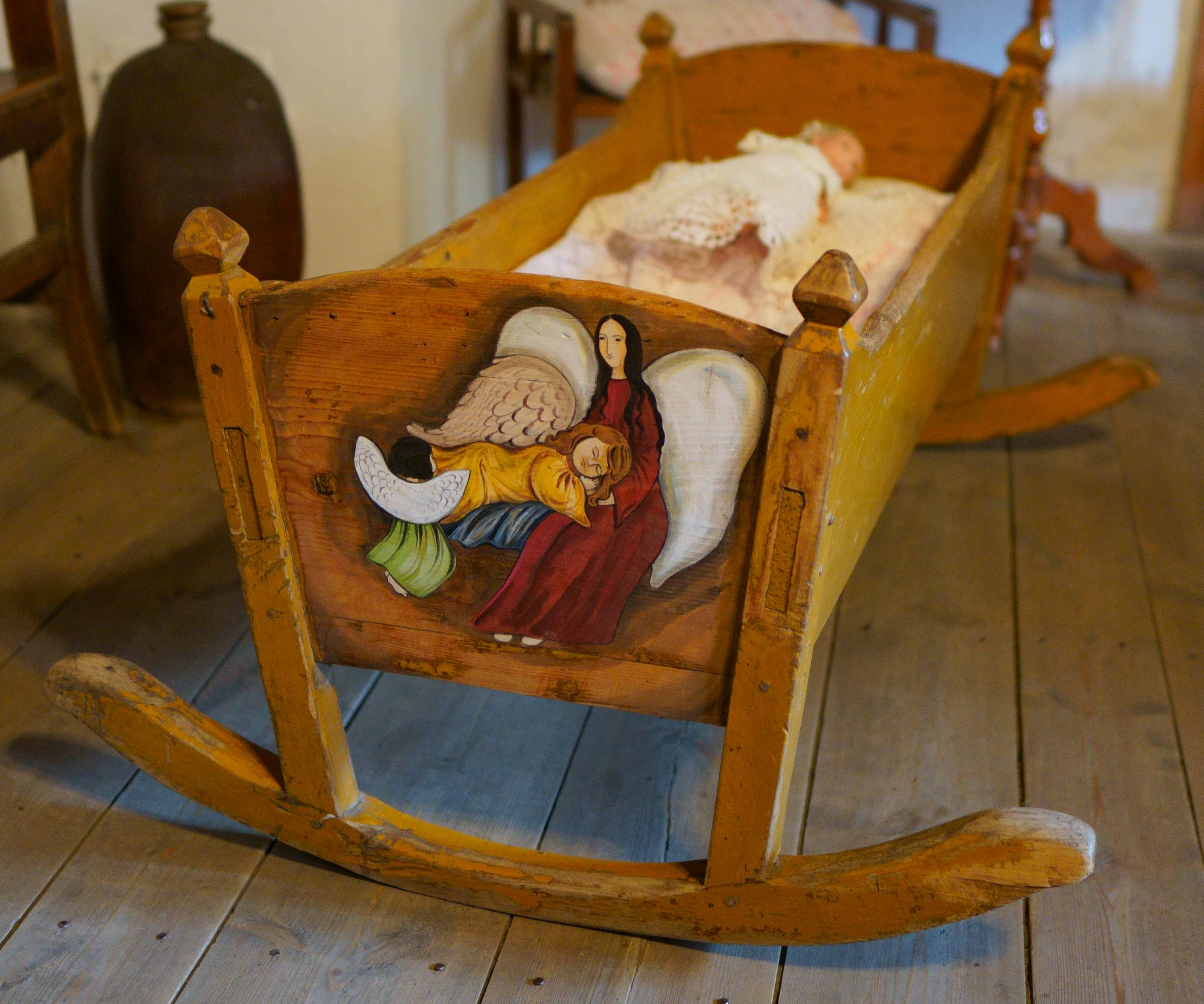
Drewniana kołyska w Muzeum Regionalnym w Lanckoronie